# 临浦镇
临浦镇，中国浙江省杭州市萧山区下辖的一个镇，位于萧山区南部。辖区总面积42.48平方公里，人口5.4万。临浦镇政府驻戴家桥社区。

## 辖区
临浦镇辖有以下地区：
西市街社区、山阴街社区、蔡东藩社区、高田陈社区、石塔社区、谭家埭社区、柏山陈社区、詹家埭社区、戴家桥社区、临东社区、自由孔社区、浴美施社区、东麓池社区、前孔社区、华家村、塘郎孙村、通二村、横一村、横二村、浦南村、浦二村、新联村、新港村、南江村、临一村、临北村、新河村、王村、大庄村、三峰村、苎萝村、通一村、白鹿塘村和苎东村。

## 地理
辖区有浦阳江、西小江、杭甬运河流過。